# 异国短毛猫
異國短毛貓（英語：Exotic Shorthair），一種貓的品種。1960年左右美国的育种专家将美国短毛猫和波斯猫杂交以期改进美国猫的被毛颜色并增加其体重，这样就诞生了绰号为异国短毛猫的一种短毛波斯猫。它在1966年被 CFA 承认为新品种。在育种期间，它还和俄罗斯蓝猫及缅甸猫杂交。 1987 年以来，该品种的允许杂交品种被限定为波斯猫一种。FIFE 在 1986 年承认了异国短毛猫。该品种在美国已经非常普遍，在欧洲也在逐渐风行起来。

## 概述
短毛波斯猫。体重 3 到 6.5 公斤。大小中等，四肢短。

### 头
圆而大。头骨非常宽。前额圆形。脸颊丰满，呈圆形。吻部短，宽而呈圆形。鼻短而宽，有明显的终止。鼻道狹窄使其無法順利吸氣。下巴有力。宽而有力的颌。

### 耳
小，耳尖圆，基部张口不大。间距大，耳内有毛。

### 眼
大而圆，间距大。颜色深而纯粹，和被毛颜色呼应（大多为金色到古铜色；淡紫色和金色被毛配绿眼；白色和重点色被毛配兰色眼）。

### 颈
短而粗。

### 身体
大小中等，矮 [ 胖型，贴地。胸宽。肩部魁梧。骨骼大型，肌肉有力。

### 腿和爪
直而粗短的腿。爪大而呈圆形。趾间有毛为佳。尾短而粗，低垂。尾尖圆形。

### 被毛
短，但略长与其他短毛猫品种。浓密，容貌状，直立。所有波斯貓的颜色都可接受。

### 不良性征
头太长或太狭窄。鼻太长或太直。吻部狭窄而细小。眼睛小，倾斜，颜色淡。耳太大。身体太长或太窄。胸部狭窄。腿长，纤细。爪呈椭圆型。尾太长。锁扣或斑点。

## 特征

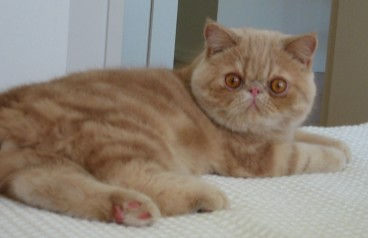
雄性异国短毛猫

沉静，但略比波斯猫活泼。好奇，贪玩，性情温顺。能和其他猫及狗友好相处。易于相处，安靜，很少发出喵喵的声音，不喜欢孤独。感情丰富，需要主人的关怀。身体结实，性成熟期晚，为 3 岁左右。
异国短毛猫容易照料；一般情况下每周一次的毛发梳理就足够了。但在脱毛期应为每日梳理。另外，它的泪腺发达，应每日清洁。 
除了英国短毛猫以外，还有美国短毛猫、异国短毛猫、苏格兰折耳猫也是倍受人们喜欢的宠物猫。

## 外部連結
- PersianKittenEmpire.com - GLOBAL Breeder Directory （页面存档备份，存于）